# تاريخ المنطادات

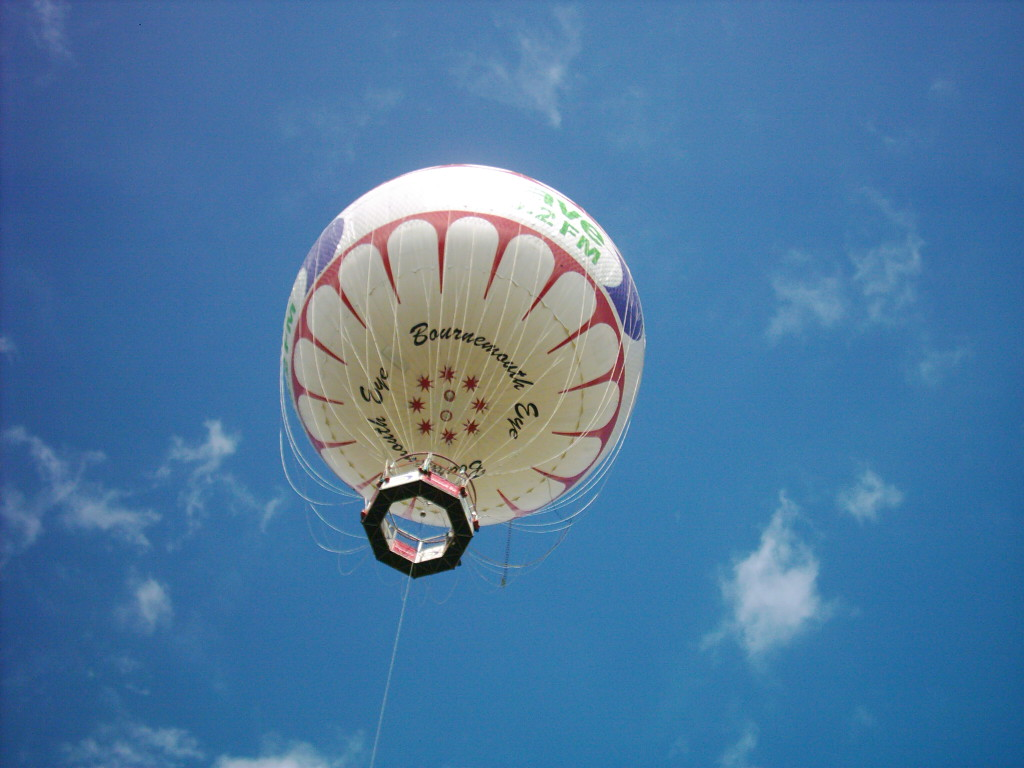
منطاد

مثلت تقنية المُنْطَادَات أول سبيل مكن الإنسان من الارتفاع في الغلاف الجوي باستعمال آلات أخف من الهواء. يبدأ تاريخ المُنْطَادَات مع نهاية القرن الثامن عشر أولاً بمنطادات الهواء الساخن، ومن ثم الهيدروجين. وقد أدت إلى اختراع المنطادات بالتحكم التي نافست لمدة النقل الجوي بالطائرات وانتهت مع حادث تحطم هندنبارغ في 1937. كان التحليق بالمنطادات في بداية القرن الواحد والعشرون، نشاطاً رياضياً وترفيهياً. وبقي استعمال البالونات مقتصراً على أنشطة علمية وخاصة للرصد الجوي. وما زالت بعض مشاريع المنطادات الموجهة تظهر من حين لآخر لنقل الحمولات الضخمة.

## المحاولات الأولى
الأخوان مونغولفييه قاما بأول محاولتهما باستعمال بالون من الورق مليء بالهواء الساخن في 1782. وأول ارتفاع لمنطاد هواء ساخن تم قرب ليون بفرنسا، في 25 أبريل 1783 ووصلت إلى ارتفاع 300 متر. وقدم أول عرض علني في 4 يونيو 1783 حيث ارتفع المنطاد لاكثر من 1800 متر. مما فتح لهما أبواب قصر فرساي، وفي 19 سبتمبر 1783 وبحضور الملك لويس السادس عشر أطلقا منطادا عرضه 13 مترا. وكان أول الراكبين ديك، بطة وخروف حلّقوا لمسافة 3 كم على علو 500 متر وفتح بذلك المجال أمام المنطادات المأهولة.
في 27 أغسطس 1783, قام الفيزيائي جاك شارلز بمساعدة الأخوان روبرت، بإطلاق أول منطاد بغاز مليء بالهيدروجين بباريس وحلّق هذا المنطاد غير المأهول لمسافة 25 كم.

## زمن المنطادات بالتحكم

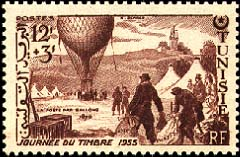
سابقاً كانت المنطادات تستعمل لنقل الرسائل

لأن منطادات الهواء الساخن كانت قليلة المناورة فكر العديد من المخترعين في جعلها قابلة للتحكم وأول محاولة ناجحة كانت عن طريق المهندس هانري قيفارد سنة 1852 الذي استعمل آلة بخارية صغيرة بمروحة للتوجيه ولكن ثقل المحركات منعها من المناورة الجيدة.
في 1884, قام المنطاد فرنسا برحلة لثماني كم مستعملا محركا الكتروني يزن 44 كغ ويشتغل بالبطريات للتوجيه. لكن اختراع المحرك الانفجار يفتح المجال أمام  تقدم تقنية هذه المنطادات التي تمثلت في طيران الزبلين عبر المحيط الأطلسي، ولكنه نفس المحرك الذي جعل من الطائرات تتفوق على المنطادات.

## المنطادات الحديثة
تعدد أحداث التحطم للمنطادات الموجهة قبل الحرب العالمية الثانية ادت إلى التخلي عن استعمالها في الطيران التجاري وبقيت استعمالاتها محصورة في المجالات الرياضية والعلمية. في 28 مايو 1931, قام كل من اقوست بيكارد ومساعده بول كيبفال بتحطيم الرقم القياسي للارتفاع بصعودهم 000 16 متر، في الستراتوسفير، باستعمال قمرة محصنة وكان الهدف درآسة الاشعة الكونية.
أول عبور للمحيط الهادي في منطاد بالغاز وبدون تحكم تم في 1978. في 1999, قام كل من بارتراند بيكارد وبراين جونس بالدوران حول الأرض بدون توقف بقطع 759 46 كم في حوالي 19 يوما. وكانٱ قد انطلقا من سويسرا وحطوا في مصر.